# Eric Kwekeu
Eric Pergaud Kwekeu Mbuntcha (* 11. März 1980 in Yaoundé) ist ein kamerunischer Fußballspieler auf der Position eines Torhüters.

## Karriere

### Verein
Kwekeu begann seine Karriere mit Espoir of Yaoundé und unterschrieb 2001 mit Cintra Yaoundé. Im Frühjahr 2003 startete er dann seine Profi-Karriere mit Bamboutos Mbouda, wo er in seiner ersten Saison den vierten Platz errang. Es folgten drei weitere Jahre mit dem Verein aus Mbouda. Im Januar 2006 bekam er ein Angebot des Top-Clubs Union Douala und entschied sich für das Angebot. Er unterschrieb einen Vertrag und spielte bis 2008 für den Verein aus Douala. Im Sommer 2008 folgte er den Lockruf des gabunischen Championnat National D1 Vereins AS Mangasport. Bei Mangasport avancierte er zum Leistungsträger, ehe er im Sommer 2011 für den Aufsteiger der Championnat National D1 FC Sapins einen Vertrag unterschrieb. Mit dem Verein aus Libreville, wurde er in seiner ersten Saison Vize-Meister in der Championnat National D1.

### International
Kwekeu spielte 2003 beim FIFA Confederations Cup in Frankreich, wo er zu seinem bislang einzigen A-Länderspiel für die Kamerunische Fußballnationalmannschaft kam.